# Climax (geslacht)
Climax is een geslacht van kevers uit de familie van de loopkevers (Carabidae). De wetenschappelijke naam van het geslacht is voor het eerst geldig gepubliceerd in 1863 door Putzeys.

## Soorten
Het geslacht Climax omvat de volgende soorten:
- Climax fissilabris Putzeys, 1861
- Climax foveilabris (Putzeis, 1861)
- Climax serratipennis Putzeys, 1866